# Astropecten aranciacus
Astropecten aranciacus là một loài sao biển trong họ Astropectinidae. Đây là loài bản địa phía đông Đại Tây Dương và biển Địa Trung Hải. Sao biển này là một loài động vật ăn thịt và ăn động vật thân mềm, mà nó bắt bằng cánh sao và sau đó đưa vào miệng. Con mồi sau đó bị mắc kẹt bởi các lông dài di chuyển xung quanh khoang miệng.